# 石嘉植
石嘉植（1918年—1942年），陕西富平人。原名嘉直。八路军将领。

## 生平
1936年，入延安红军大学学习。1937年3月初，到延安，进入抗日军政大学学习。其间，加入了中国共产党。抗日战争爆发后，在八路军一二九师任情报干事，中共党总支书记，参加了长生口、神头岭、响堂铺等歼灭战。1938年，率一个班到日军兵营侦察完毕后，巧妙地调动日军互相攻击，并活捉日军多名，被冀南军区授予“威震敌胆的英雄”称号。后任冀南军区政治部敌工科长。1942年冬，被日军逮捕后在景县龙华被害。